# BLS (azienda)

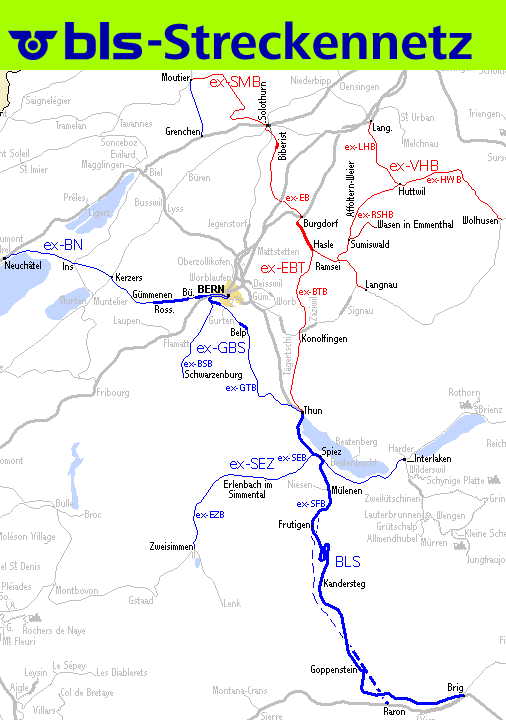
La rete delle BLS

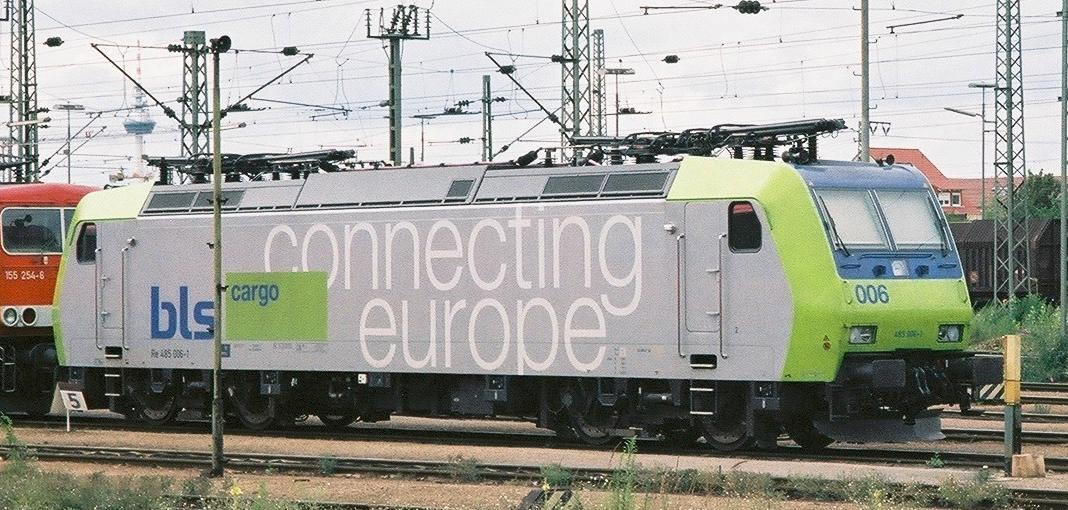
Un locomotore BLS Lötschbergbahn

BLS SA è una società ferroviaria svizzera creata nel 2006, gestore dell'infrastruttura di una rete a scartamento normale di 440 km ed è quindi la più grande ferrovia a statuto privato in Svizzera.
La stessa opera, attraverso le sue controllate, come impresa ferroviaria, offrendo inoltre anche i servizi di navigazione sul lago di Thun e di Brienz e gestisce alcune autolinee nell'Emmental.

## Storia
La società viene fondata il 24 aprile 2006 attraverso la fusione delle precedenti società BLS Lötschbergbahn e Regionalverkehr Mittelland (RM). È operativa dal 27 giugno 2006.
Il nome BLS deriva dalla società bernese Berner Alpenbahn Gesellschaft BLS (Bern–Lötschberg–Simplon), fondata nel 1906.

## Compagine azionaria e settori di attività
L'impresa è costituita come Società anonima (SA), il cui capitale è in maggioranza in mani pubbliche.
La sede centrale si trova a Berna.
BLS, i cui azionisti principali sono il Canton Berna, che detiene il 55,8% del pacchetto azionario, e la Confederazione Svizzera, che ne detiene il 21,7%, è suddivisa in tre principale divisioni ed alcuni settori:
- Divisione Viaggiatori
- Divisione Merci (BLS Cargo)
- Divisione Infrastruttura (BLS Netz)
- Settori Centrali (Finanze, Gestione del personale, Comunicazione, Sicurezza)

Il traffico merci in Germania e Italia viene gestito rispettivamente dalla filiale tedesca BLS Cargo Deutschland GmbH e dalla filiale italiana BLS Cargo Italia
Filiali a diritto svizzero sono inoltre le società Emmental Tours SA e Busland SA.

## Linee operate
S-Bahn Berna
- S1 Friburgo-Berna-Münsingen-Thun
- S2 Laupen-Berna-Konolfingen-Langnau im Emmental
- S3 Bienne-Lyss-Berna-Belp(-Thun)
- S31  (Bienne-Lyss)-Münchenbuchsee-Berna-Belp
- S4 Thun-Belp-Berna-Burgdorf-Ramsei-Langnau
- S44 Thun-Belp-Berna-Burgdorf-Wiler/Sumiswald-Grünen
- S5 Berna-Kerzers-Neuchâtel/Morat(-Payerne)
- S51 Berna-Stöckacker-Bümpliz Nord-Brünnen
- S52 Berna-Ins-(Neuchâtel)
- S6 Berna-Köniz-Schwarzenburg

S-Bahn Lucerna
- S6 Lucerna-Wolhusen-Langenthal/-Langnau im Emmental
- S7 Langenthal-Huttwil-Willisau-Wolhusen
- S77 Lucerna-Wolhusen-Willisau

RegioExpress
- RegioExpress Berna-Langnau-Lucerna

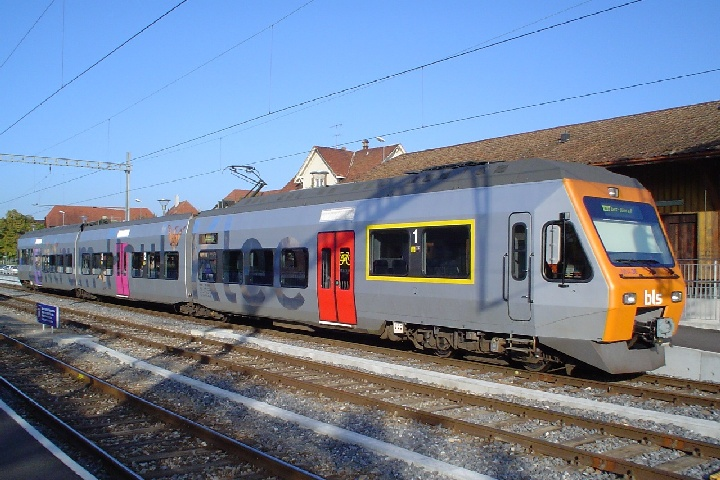
Treno regionale NINA delle BLS a Kerzers (Linea regionale Kerzers-Papiliorama-Aarberg-Lyss-Büren an der Aare).

- RegioExpress Thun-Konolfingen-Burgdorf-Soletta
- RegioExpress Berna-Neuchâtel
- RegioExpress Berna-Münsingen-Spiez-Briga-Domodossola/Zweisimmen

Treni regionali
- Regio Interlaken Ost-Spiez-Zweisimmen
- Regio Spiez-Frutigen (singoli rinforzi al RE)
- Regio Thun-Konolfingen-Hasle Rüegsau(-Burgdorf)
- Regio Burgdorf-Soletta
- Regio Kerzers-Lyss-Büren an der Aare
- Regio Morat-Payerne
- Regio Kerzers - Morat (rinforzo alla S5)

## Materiale rotabile
- Rabe 525 (Nina) 23 composizioni a tre casse e 13 composizioni a quattro casse. Rabe 525 compatibile con Rabe 535

Impiego: S44, S5, S6 (per Lucerna), S7 et S77
- Rabe 535 (Lötschberger) 25 composizioni a quatro casse.

Impiego: S6, RE per Domodossola, RE per Lucerna e Regio per Zweisimmen
- Rabe 515 (Mutz) 34 composizioni a quattro casse e 5 composizioni a sei casse.

Impiego: S1, S3, S31, S6 (per Schwarzenburg)
- Rabe 528 (Mika) 59 composizioni a sei casse.

Nuovo Treno.  Utilizzato dal 2021 sulla Rete celere Berna e vari RegioExpress.
- RBDe 566II e 565 34 composizioni

Impiego: S2, S4 et vari Treni Regio
- EWIII con Re 465 nove composizioni a sei carrozze.

Impiego: RE per Neuchatel e La Chaux de fonds,
Re per Zweisimmen

### Materiale motore - prospetto di sintesi
| Tipo                   | Unità               | Anno di costruzione | Costruttore            | Note |
| ---------------------- | ------------------- | ------------------- | ---------------------- | --- |
| Locomotiva elettrica   | Ae 6/8 205          | 1939                | SLM-SAAS               | rotabile storico                                                                                          |
| Locomotiva elettrica   | Ae 4/4 251          | 1944                | SLM-BBC                | rotabile storico                                                                                          |
| Locomotiva elettrica   | Ae 8/8 273          | 1963                | SLM-BBC                | "Muni", rotabile storico                                                                                  |
| Locomotive elettriche  | Re 420 501÷505      | 1964-67             | SLM-BBC-MFO-SAAS       | ex FFS |
| Locomotive elettriche  | Re 425 161÷195      | 1964-83             | SLM-BBC                | per treni merci e navette auto                                                                            |
| Locomotive elettriche  | Re 465 001÷018      | 1994-97             | SLM-ABB                | tipo "Lok 2000", per treni merci, Golden Pass Express e navette auto                                      |
| Elettrotreni           | RABe 515 001÷039    | 2012-20             | Stadler                | "Mutz", a due piani, 001÷034 a quattro casse, gli altri a sei casse; per treni suburbani e interregionali |
| Elettrotreni           | RABe 525 001÷037    | 1998-2005           | ACMV-Bombardier-Alstom | "Nina", 015÷027 a quattro casse, gli altri a tre casse; per treni suburbani e Regioexpress                |
| Elettrotreni           | RABe 528 101÷130    | 2021-23             | Stadler                | "Mika", per treni suburbani, regionali, Regioexpress e interregionali                                     |
| Elettrotreni           | RABe 535 101÷125    | 2008-12             | Bombardier             | "Lötschberger", a quattro casse; per treni suburbani, regionali e Regioexpress                            |
| Automotrice elettrica  | BCFe 4/6 736        | 1938                | SIG-SAAS               | "Blauer Pfeil", rotabile storico                                                                          |
| Automotrice elettrica  | Be 4/4 761          | 1953                | SIG-SAAS               | "Wellensittich", rotabile storico                                                                         |
| Automotrici elettriche | RBDe 565 721÷742    | 1982-92             | SIG-SWS-BBC            | "Privatbahn-NPZ", per treni suburbani, regionali, Regioexpress e interregionali                           |
| Automotrici elettriche | RBDe 566 II 230÷242 | 1984-85             | SWS-SAAS               | "Privatbahn-NPZ" ex RM, per treni Regioexpress                                                            |